# Tamás Sille
Tamás Sille (ungarisch Sille Tamás, slowakisch Tomáš Šille; * 23. November 1969 in Dunajská Streda, Tschechoslowakei) ist ein ehemaliger slowakisch-ungarischer Eishockeyspieler und heutiger -trainer, der in beiden Ländern aktiv war, international aber für die ungarische Eishockeynationalmannschaft spielte.

## Karriere
Tamás Sille, der als Angehöriger der ungarischen Minderheit in Dunajská Streda geboren wurde, begann seine Karriere in der slowakischen Hauptstadt Bratislava, wo er für den HC Slovan in der tschechoslowakischen 1. Liga spielte. Nach einem Zwischenspiel beim slowakischen Zweitligisten HC Dukla Senica wechselte er 1997 in die slowakische Extraliga zum HK 36 Skalica, für den er drei Jahre spielte. Anschließend war er sechs Jahre für Alba Volán Székesfehérvár aktiv, mit dem er 2001, 2003, 2004, 2005 und 2006 ungarischer Meister wurde und 2003 auch die Interliga gewann. 2006 kehrte er nach Skalica zurück, wo er bis 2009 erneut in der Extraliga spielte. Kurz vor Ende der Spielzeit 2008/09 wechselte er zum HC Csíkszereda, mit dem er im selben Jahr die MOL Liga gewinnen konnte. Trotz dieses Erfolges verließ das Team aus Siebenbürgen wieder und schloss sich den Budapest Stars an, mit denen er 2011 erneut die MOL Liga gewinnen konnte. Nachdem die Stars sich aus finanziellen Gründen aus der MOL Liga zurückzogen, kehrte er nach Székesfehérvár zurück, wo er noch zwei Jahre in der österreichischen Eishockey-Liga spielte, ehe er 2013 seine Karriere beendete.

### International
Für Ungarn nahm Sille erstmals im Alter von schon 33 Jahren an der Weltmeisterschaft 2003 in der Division I teil. Auch 2004, 2005, 2006, 2007, 2008, 2010, als er die beste Plus/Minus-Bilanz des Turniers aufwies, 2011, 2012 und 2013 spielte er für die Magyaren in der Division I. Er gehörte zudem der ungarischen Mannschaft an, die bei der Weltmeisterschaft 2009 erstmals nach 70 Jahren wieder in der höchsten Klasse der Weltmeisterschaften spielte, aber den sofortigen Wiederabstieg nicht vermeiden konnte.
Außerdem nahm er an der Olympiaqualifikation für die Spiele in Turin 2006 und in Vancouver 2010 teil.

### Trainerlaufbahn
Bereits kurz vor Ende seiner aktiven Karriere stand Sille als Assistenztrainer bei der Olympiaqualifikation für die Winterspiele in Sotschi 2014 an der Bande, eine Tätigkeit, die er auch bei der Qualifikation für die Spiele in Pyeongchang 2018 wiederholte. Auch bei den Herren-Weltmeisterschaften der Division I 2015 und der Top-Division 2016 sowie den U20-Weltmeisterschaften der Division II 2014 und der Division I 2015 stand er als Co-Trainer an der Bande.
Zudem war Sille zwischen 2013 und 2016 auch Assistenztrainer seines früheren Klubs Alba Volán Székesfehérvár. Seit Frühjahr 2016 ist er Sportdirektor bei KMH Budapest.

## Erfolge und Auszeichnungen
- 2001 Ungarischer Meister mit Alba Volán Székesfehérvár
- 2003 Ungarischer Meister und Gewinner der Interliga mit Alba Volán Székesfehérvár
- 2004 Ungarischer Meister und Gewinner der Interliga mit Alba Volán Székesfehérvár
- 2005 Ungarischer Meister und Gewinner der Interliga mit Alba Volán Székesfehérvár
- 2006 Ungarischer Meister und Gewinner der Interliga mit Alba Volán Székesfehérvár
- 2009 Gewinn der MOL Liga mit dem HC Csíkszereda
- 2010 Gewinn der MOL Liga mit den Budapest Stars

### International
- 2008 Aufstieg in die Top-Division bei der Weltmeisterschaft der Division I, Gruppe B
- 2010 Beste Plus/Minus-Bilanz bei der Weltmeisterschaft der Division I, Gruppe B
- 2014 Aufstieg in die Division I, Gruppe B, bei der U20-Weltmeisterschaft der Division II, Gruppe A (als Co-Trainer)
- 2015 Aufstieg in die Top-Division bei der Weltmeisterschaft der Division I, Gruppe A (als Co-Trainer)

## EBEL-Statistik
(Stand: Ende der Saison 2012/13)